# Recurso (biología)
En biología y ecología, un recurso es una sustancia u objeto en el entorno requerido por un organismo para su crecimiento, mantenimiento y reproducción normales. Los recursos pueden ser consumidos por un organismo y, como resultado, no están disponibles para otro organismo. Para las plantas, los recursos clave son la luz, los nutrientes, el agua y el lugar para crecer. Para los animales, los recursos clave son los alimentos, el agua y el territorio. 

## Recursos clave para plantas
Las plantas terrestres requieren recursos particulares para la fotosíntesis y para completar su ciclo de vida de germinación, crecimiento, reproducción y dispersión:
- Dióxido de carbono
- Micrositio (ecología)
- Nutrientes
- Polinización
- Dispersión de semillas
- Suelo
- Agua

## Recursos clave para animales
Los animales requieren recursos particulares para el metabolismo y para completar su ciclo de vida de gestación, nacimiento, crecimiento y reproducción:
- Forrajeo (Pecoreo)
- Territorio
- Área de vida
- Agua

## Recursos y procesos ecológicos
La disponibilidad de recursos juega un papel central en los procesos ecológicos: 
- Capacidad de carga
- Competencia biológica
- Ley de Liebig del mínimo